# Урулюнгуйские впадины
Урулюнгу́йские впа́дины — общее название двух впадин (Западно-Урулюнгуйской и Восточно-Урулюнгуйской), расположенных главным образом на территории Забайкальского края России.

## Расположение
Западно-Урулюнгуйская впадина расположена между Нерчинским и Кличкинским хребтами, Восточно-Урулюнгуйская — между Кличкинским и Аргунским. Впадины изолированы друг от друга. Общая протяжённость их превышает 210 км, при этом ширина варьируется от 2—3 до 20 км (и более).
Западно-Урулюнгуйская впадина тянется от верхнего течения реки Урулюнгуй на юго-западе до российско-китайской границы (с продолжением на территории Китая). Протяжённость впадины составляет 140 км, средняя ширина — 20—22 км.
Восточно-Урулюнгуйская впадина начинается в пади Сухой Урулюнгуй (вблизи Краснокаменска) и протягивается сначала в северо-восточном (до окрестностей села Досатуй), затем в восточном направлении (до слияния с Аргунской впадиной). Протяжённость впадины составляет около 100 км при средней ширине 15—17 км.

## Геология
В геологическом отношении Урулюнгуйские впадины представляют единую кайнозойскую морфоструктуру, объединённую долиной Урулюнгуя. Обе впадины имеют характерные черты впадин как забайкальского, так и гобийского типа. Они представляют собой протовпадины, содержащие осадочные, гранитоидные и базальтоидные формации с проявлениями бурого угля, цеолитов и фосфоритов. Возраст формаций верхнеюрско-нижнемеловой, сверху они прикрыты кайнозойскими континентальными отложениями небольшой мощности.
Абсолютные отметки днища у Западно-Урулюнгуйской впадины колеблются от 600 до 700 м, у Восточно-Урулюнгуйской — от 510 до 620 м. Борты впадин сочленяются с окружающими положительными морфоструктурами преимущественно плавно. Основные типы ландшафта — степи, приречные луга, солончаки, озёра.